# Vracovice (Benešovi járás)
Vracovice település Csehországban, a Benešovi járásban. Vracovice Miřetice, Pravonín, Kondrac, Vlašim és Zdislavice településekkel határos. Lakosainak száma 403 fő (2024. január 1.).

## Népesség
A település lakosságának változását az alábbi diagram mutatja:
| Lakosok száma | 503  | 536  | 522  | 422  | 389  | 379  | 388  | 401  | 391  | 403  |
|               | 1869 | 1890 | 1921 | 1950 | 1980 | 2001 | 2017 | 2019 | 2022 | 2024 |